# توم شنايدر
توم شنايدر (بالإنجليزية: Tom Schneider) (و. 1959  م) هو لاعب بوكر، ومؤلف، وكاتب أمريكي، ولد في إنديانابوليس.